# St Martin-in-Meneage
 (septembre 2023).
St Martin-in-Meneage est une paroisse civile et un village des Cornouailles, en Angleterre.